# Khaled Malas
Khaled Malas (arabisch خالد ملص; * 1981) ist ein syrischer Architekt und Kunsthistoriker. Er ist Mitbegründer des Sigil Kollektivs (mit Salim al-Kadi, Alfred Tarazi und Jana Traboulsi) und Mitglied der Generalversammlung der Arab Image Foundation.
Derzeit ist er Mitglied des NYU Urban Democracy Lab.

## Leben
Malas studierte Architektur an der American University of Beirut und an der Cornell University. Gegenwärtig (2018) ist er Doktorand in der mittelalterlichen islamischen Kunstgeschichte am Institute of Fine Arts der New York University. Bevor er dem Institut beitrat, war er Architekt beim Büro für Metropolitanarchitektur und Herzog & de Meuron.
Seine Arbeiten wurden veröffentlicht und in Venedig, Oslo, Annandale-on-Hudson, Beirut, Dubai und Marrakesch (6. Arts in Marrakech) gezeigt. Er lehrte an der Graduate School für Architektur, Planung und Konservierung der Columbia University und am Columbia Global Center / Studio-X in Amman, wo er das zweite Janet Abu-Lughod-Seminar leitete, das sich auf Qusayr Amra konzentrierte.
- Birdsong, XXII Esposizione Internazionale 12: "Broken Nature" La Triennale di Milano, Milanooo. Curated by Paola Antonelli, 2019[13][14][15][16]

Malas unterrichtet über moderne arabische Literatur an der Cooper Union, über mittelalterliche Magie an der Gallatin School der NYU und hält Vorlesungen über Kunstgeschichte am Pratt Institute.